# ETAOIN SHRDLU
ETAOIN SHRDLU(/ˈɛteɪˌɔɪnˈʃrədluː/)는 영문자에서 가장 자주 쓰이는 12글자를 빈도순에 비슷하게 맞추어서 만든 의미 없는 문구이다. 주조 활자로 인쇄하던 시절 라이노타이프 입력자들의 습관 때문에 인쇄물에 가끔씩 발견되는 의미 없는 문구로 널리 알려졌다.

## 라이노타이프의 역사
라이노타이프 키보드의 글자들은 글자의 빈도에 따라 정렬되어 있다. ETAOIN SHRDLU는 키보드의 왼쪽 첫 두 세로 줄을 차지하고 있었다. 라이노타이프 입력자가 타이핑을 실수하면 쉽게 지워서 되돌아갈 수 없었고 해당 줄을 다 끝내고 잘못 입력한 부분을 배출해야 글자를 수정한 글자로 새로 입력할 수 있었다. 오류가 발생한 줄은 무시하고 버리기 때문에 내용에 상관없이 줄만 채우면 되므로 최대한 빨리 입력할 수 있는 충분한 글자들을 입력해서 끝내기 위해서 이런 무의미한 문구가 나오게 되었다.

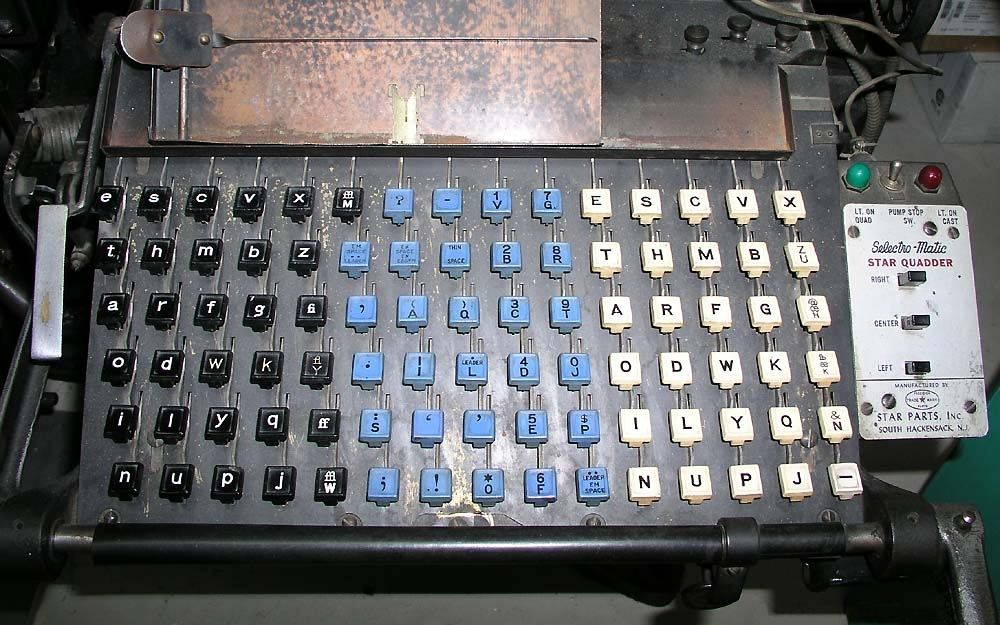
라이노타이프 자판

오류가 있어 이 문구가 있는 행은 눈에 띄는 글자들이라서 식자공이 쉽게 발견하고 삭제될 수 있었다. 하지만 가끔 이 문구를 못 보고 지나가서 실수로 인쇄되어 버리는 경우가 더러 있었다.
《옥스퍼드 영어 사전》과 《랜덤 하우스 웹스터 사전》에도 ETAOIN SHRDLU가 표제어로 수록이 될 정도로 이런 실수가 자주 발생되었다.
이는 또한 신문계 전통의 이야깃거리로도 남아 있다. 뉴욕타임즈가 주조 활자로 조판되고 인쇄된 마지막 판(1978년 7월 2일)에 관한 이야기를 담은 다큐멘터리의 제목이〈에투안 셔들루여, 잘 있거라〉(Farewell, Etaoin Shrdlu)이기도 하다.
라이노타이프의 키보드에는 다음과 같은 알파벳 배열이 한 번은 대문자, 또 한 번은 소문자로 두 번이 나오고 그밖에 숫자와 기호를 위한 키가 대소문자 배열 사이에 배치되어 있었다.
etaoin / shrdlu / cmfwyp / vbgkqj / xz

## 같이 보기
- ETA (프로그래밍 언어)
- 라이노타이프
- 주조 활자